# Tarachephia
Tarachephia là một chi bướm đêm thuộc họ Erebidae.

## Loài
- Tarachephia hueberi Ershov, 1874